# 포용, 확장, 소멸
포용, 확장, 소멸(Embrace, extend, and extinguish, EEE) 또는 포용, 확장, 근절(embrace, extend, and exterminate)은 미국 법무부가 널리 사용되는 제품 범주에 진입하기 위한 전략을 설명하기 위해 마이크로소프트가 내부적으로 사용했다고 밝힌 문구이다. 개방형 표준, 독점 기능으로 이러한 표준을 확장하고 차이점을 사용하여 경쟁사에게 강력한 불리함을 제공한다.

## 같이 보기
- 64비트
- 할로윈 문서
- 네트워크 효과
- 경로 의존성
- 계획적 구식화